# Denisa Dragomir
Pour les articles homonymes, voir Dragomir.
Denisa Ionela Dragomir, née le 22 août 1992 à Berevoești, est une coureuse de fond roumaine spécialisée en course en montagne et skyrunning. Elle est championne du monde de SkyMarathon 2022, championne du monde de trail court 2022, championne d'Europe de SkyRace 2019 et quintuple championne des Balkans de course en montagne. Elle a également remporté la Skyrunner World Series 2021. 

## Biographie

### Premiers succès en course en montagne et skyrunning
Denisa commence la course à pied à l'âge de 11 ans. Lorsque sa cousine est sélectionnée pour participer à une compétition, elle fait tout son possible pour pouvoir également y participer. Étant trop jeune pour être inscrite, Denisa participe tout de même à la course de manière inofficielle et termine troisième. L'année suivante, elle s'inscrit officiellement à la course et pointe à nouveau en troisième position. Mais étant malade, elle vomit à plusieurs reprises durant la course. Un instituteur l'aide à franchir la ligne d'arrivée mais elle est disqualifiée pour avoir été aidée. Triste de s'être fait piéger, elle ne renonce pas pour autant, sentant qu'elle est capable de faire mieux. L'année suivante, elle s'inscrit dans un club d'athlétisme et commence à pratiquer le 1 500 m steeple. Elle remporte la médaille d'argent aux championnats de Roumanie jeunesse dès sa première saison, puis l'or l'année suivante avant de passer au 2 000 m steeple.
À 18 ans, elle s'essaie avec succès à la course en montagne et devient championne d'Europe junior de course en montagne 2010, Elle devient également championne junior de Roumanie de 3 000 m steeple. L'année suivante, elle réitère ses bonnes performances en remportant la médaille d'argent en junior aux championnats des Balkans de course en montagne et en remportant son second titre de championne d'Europe junior de course en montagne. Elle remporte également la médaille de bronze junior aux championnats du monde à Tirana.
Lors de sa première saison en senior, elle remporte le premier de ses quatre titres de championne des Balkans de course en montagne à Nova Zagora en battant Yasemin Can. Sa participation aux championnats d'Europe à Pamukkale s'avère plus décevante avec une 19e place. C'est sa première grosse contre-performance. Étant habituée aux podiums, elle songe à tout arrêter.
En 2014, elle participe à sa première épreuve de skyrunning, la Retezat SkyRace. Elle effectue une excellente course en battant le record fémimin du parcours de 10 minutes en 3 h 48 min 30 s et en terminant sixième du classement général mais la récupération s'avère difficile les jours suivants. Durant cette course, elle fait la connaissance de Ionuț Zincă, membre du club italien Valetudo Skyrunning, qui la complimente sur sa course. Il l'invite à rejoindre son club, et à participer à Sierre-Zinal. D'abord douteux sur les performances d'une athlète qui débute dans la discipline, les Italiens de l'équipe Valetudo Skyrunning se rassurent lorsqu'elle termine septième de la mythique course suisse. Elle démontre ensuite ses bonnes prédispositions pour la discipline en remportant de nombreuses épreuves de skyrunning en Italie les années suivantes.
Le 6 août 2017, elle décroche la médaille de bronze aux championnats du monde de course en montagne longue distance courus dans le cadre du Giir di Mont. Grâce à ses victoires aux SkyRaces de Trentapassi, Pizzo Stella, La Veia, ZacUp et au Cielo SkyMarathon, Denisa remporte le classement Sky de la Skyrunner Italy Series.

### Titres européens et mondiaux
Elle franchit un palier en 2019. Elle termine cinquième des championnats du monde de trail à Miranda do Corvo et remporte la médaille de bronze par équipes avec Andreea Pîscu et Ingrid Mutter. Le 7 septembre, elle remporte sa cinquième victoire d'affilée à la Veia SkyRace et termine à 3 secondes de son record établi l'année précédente. La course comptant comme épreuve de SkyRace des Championnats d'Europe de skyrunning, elle remporte son premier titre majeur. Elle effectue une excellente fin de saison en Skyrunner World Series. Elle termine troisième de la nouvelle course Matterhorn Ultraks Extreme le 23 août. Le 15 septembre, elle remporte la victoire de la ZacUp SkyRace avec nouveau record féminin en 3 h 12 min 50 s, battant de 16 minutes le précédent record d'Elisa Desco. Le 19 octobre, contre toute attente, elle remporte la finale SkyMasters à Limone sul Garda, terminant 6 minutes devant la championne Sheila Avilés. Avec ses trois podiums, elle se classe cinquième du classement général.
Le 19 juin 2021, elle prend part à sa première manche de la Skyrunner World Series au Livigno SkyMarathon. Elle domine l'épreuve et remporte la victoire avec vingt minutes d'avance sur sa plus proche rivale, la Norvégienne Eli Anne Dvergsdal. Le 25 juillet, elle effectue à nouveau une course en solitaire lors de la SkyRace Comapedrosa pour s'imposer avec onze minutes d'avance sur la Française Iris Pessey. Le 4 septembre, elle se montre une nouvelle fois imbattable en remportant la Hochkönig SkyRace et s'empare de la tête provisoire du classement. Le 18 septembre, elle remporte son premier titre de championne de Roumanie de course en montagne longue distance à Câmpulung Moldovenesc en battant Ingrid Mutter. Une semaine plus tard, elle connaît une course plus compliquée à Gorbeia Suzien. D'abord menée par la locale Onditz Iturbe, elle fait parler son expérience pour repasser en tête à mi-parcours et filer vers la victoire. Elle prend part à la finale de la Skyrunner World Series à la Limone Extreme. Annoncée comme favorite, elle impose son rythme et s'impose aisément devant la Suédoise Johanna Åström. Déjà assurée mathématiquement du titre grâce à ses quatre précédentes victoires, elle le remporte haut la main avec cinq victoires sur cinq participations.
Le 14 mai 2022, elle domine les championnats des Balkans de course en montagne à Câmpulung Moldovenesc, s'emparant des commandes de la course dès le début pour filer vers la victoire. Elle décroche son cinquième titre individuel ainsi que le titre par équipes avec Ingrid Mutter et Andreea Alina Pîşcu. Elle est victime d'une blessure au tendon d'Achille peu après et doit passer son été en convalescence. Elle fait son retour à la compétition avec succès en s'imposant sur la Rosetta SkyRace le 4 septembre. Une semaine plus tard, elle s'élance confiante sur l'épreuve du SkyMarathon des championnats du monde de skyrunning à Bognanco. Annoncée comme l'une des favorites, elle voit cependant la Suédoise Lina El Kott mener la première partie de course. Elle assure la deuxième place puis récupère la tête lorsque Lina El Kott ralentit, victime de problèmes gastriques. Denisa Dragomir creuse alors l'écart en tête et s'impose en 3 h 29 min 51 s pour remporter son premier titre mondial. Le 5 novembre, elle prend le départ de l'épreuve de trail court des championnats du monde de course en montagne et trail à Chiang Mai. S'emparant des commandes de la course, elle dicte le rythme mais se voit brièvement doubler par l'Espagnole Núria Gil. Reprenant la tête, Denisa Dragomir se maintient en tête pour remporter son second titre mondial.

## Palmarès

### Course en montagne
| no   | féminin            | Course                                                         | Longueur | Départ            | Temps           |
| ---- | ------------------ | -------------------------------------------------------------- | -------- | ----------------- | --------------- |
| 31e  | Médaille d'argent  | Course de montagne du Grintovec                                | 5,9 km   | 24 juillet 2011   | 57 min 6 s      |
| 1re  | Médaille d'or      | Championnats des Balkans de course en montagne                 | 8,36 km  | 7 juin 2012       | 42 min 24 s     |
| 1re  | Médaille d'or      | Championnats des Balkans de course en montagne                 | 8 km     | 15 juin 2014      | 46 min 12 s     |
| 111e | 7e                 | Sierre-Zinal                                                   | 31 km    | 10 août 2014      | 3 h 16 min 10 s |
| 1re  | Médaille d'or      | Championnats de Roumanie de course en montagne                 | 8 km     | 23 août 2014      |                 |
| 1re  | Médaille d'or      | Championnats de Roumanie de course en montagne                 | 9 km     | 8 août 2015       | 45 min 32 s     |
| 1re  | Médaille d'or      | Championnats des Balkans de course en montagne                 | 9 km     | 15 août 2015      | 48 min 1 s      |
| 2e   | Médaille d'argent  | Championnats des Balkans de course en montagne                 | 8,36 km  | 8 juin 2016       | 42 min 21 s     |
| 1re  | Médaille d'or      | Championnats de Roumanie de course en montagne                 | 8 km     | 13 août 2016      | 1 h 12 min 44 s |
| 1re  | Médaille d'or      | Championnats des Balkans de course en montagne                 | 8,6 km   | 10 juin 2017      | 45 min 27 s     |
| 48e  | Médaille de bronze | Championnats du monde de course en montagne longue distance    | 32 km    | 6 août 2017       | 3 h 59 min 34 s |
| 24e  | Médaille d'or      | Championnats de Roumanie de course en montagne                 | 8 km     | 19 août 2017      | 50 min 15 s     |
| 58e  | 4e                 | Championnats du monde de course en montagne longue distance    | 36 km    | 24 juin 2018      | 3 h 12 min 11 s |
| 15e  | Médaille d'or      | Championnats de Roumanie de course en montagne courte distance | 12,5 km  | 4 août 2018       | 1 h 19 min 28 s |
| 61e  | 8e                 | Championnats du monde de course en montagne longue distance    | 41,5 km  | 16 novembre 2019  | 3 h 59 min 27 s |
| 10e  | Médaille d'or      | Championnats de Roumanie de course en montagne longue distance | 36 km    | 18 septembre 2021 | 3 h 6 min 45 s  |
| 1re  | Médaille d'or      | Championnats des Balkans de course en montagne                 | 12 km    | 14 mai 2022       | 1 h 10 min 25 s |

### Skyrunning
| no  | féminin            | Course                                            | Longueur | Départ            | Temps           |
| --- | ------------------ | ------------------------------------------------- | -------- | ----------------- | --------------- |
| 40e | Médaille d'argent  | Kilomètre vertical Chiavenna-Lagùnc               | 3,3 km   | 15 juillet 2012   | 40 min 36 s     |
| 6e  | Médaille d'or      | Retezat SkyRace                                   | 28 km    | 21 juin 2014      | 3 h 48 min 30 s |
| 28e | Médaille d'or      | Trentapassi SkyRace                               | 17,5 km  | 24 mai 2015       | 1 h 55 min 58 s |
| 38e | Médaille d'or      | Giir di Mont                                      | 32 km    | 26 juillet 2015   | 3 h 56 min 23 s |
| 13e | Médaille d'or      | La Veia SkyRace                                   | 31 km    | 25 août 2015      | 4 h 1 min 7 s   |
| 38e | Médaille de bronze | Kilomètre vertical Chiavenna-Lagùnc               | 3,3 km   | 11 octobre 2015   | 41 min 15 s     |
| 17e | Médaille d'or      | SkyMarathon Sentiero 4 Luglio                     | 42,2 km  | 3 juillet 2016    | 5 h 27 min 13 s |
| 42e | Médaille d'argent  | Giir di Mont                                      | 30 km    | 31 juillet 2016   | 3 h 44 min 11 s |
| 15e | Médaille d'or      | La Veia SkyRace                                   | 31 km    | 21 août 2016      | 3 h 44 min 26 s |
| 17e | Médaille d'argent  | Bellagio SkyRace                                  | 27 km    | 23 octobre 2016   | 2 h 53 min 30 s |
| 14e | Médaille d'or      | Carrera Alto Sil                                  | 32 km    | 19 mars 2017      | 3 h 14 min 41 s |
| 15e | Médaille d'or      | Sky del Canto                                     | 22 km    | 2 avril 2017      | 1 h 54 min 22 s |
| 33e | Médaille d'or      | Trentapassi SkyRace                               | 17,5 km  | 7 mai 2017        | 1 h 57 min 5 s  |
| 35e | Médaille d'or      | Orobie Vertical                                   | 4,3 km   | 2 juin 2017       | 50 min 42 s     |
| 24e | Médaille d'argent  | Livigno SkyMarathon                               | 34 km    | 3 juillet 2017    | 4 h 43 min 21 s |
| 13e | Médaille d'or      | SkyMarathon Sentiero 4 Luglio                     | 42,2 km  | 2 juillet 2017    | 5 h 15 min 55 s |
| 11e | Médaille d'or      | Pizzo Stella SkyRace                              | 35 km    | 9 juillet 2017    | 4 h 24 min 20 s |
| 11e | Médaille d'or      | La Veia SkyRace                                   | 31 km    | 27 août 2017      | 3 h 36 min 46 s |
| 27e | Médaille d'or      | ZacUp SkyRace                                     | 24 km    | 17 septembre 2017 | 2 h 26 min 42 s |
| 14e | Médaille d'or      | Bellagio SkyRace                                  | 28,5 km  | 22 octobre 2017   | 2 h 56 min 1 s  |
| 23e | Médaille d'or      | Gran Premio Prozis                                | 42 km    | 18 mars 2018      | 5 h 14 min 56 s |
| 18e | Médaille d'or      | Vertical Nasego                                   | 4,2 km   | 12 mai 2018       | 45 min 10 s     |
| 85e | 4e                 | Zegama-Aizkorri                                   | 42,2 km  | 27 mai 2018       | 4 h 51 min 41 s |
| 12e | Médaille d'or      | SkyMarathon Sentiero 4 Luglio                     | 42,2 km  | 1er juillet 2018  | 5 h 14 min 3 s  |
| 30e | Médaille de bronze | Giir di Mont                                      | 32 km    | 29 juillet 2018   | 3 h 59 min 41 s |
| 13e | Médaille d'or      | La Veia SkyRace                                   | 31 km    | 9 septembre 2018  | 3 h 23 min 27 s |
| 20e | Médaille d'or      | Carrera Alto Sil                                  | 32 km    | 17 mars 2019      | 3 h 14 min 26 s |
| 8e  | Médaille d'or      | Retezat SkyRace                                   | 28 km    | 15 juin 2019      | 3 h 38 min 19 s |
| 23e | Médaille d'or      | SkyMarathon Sentiero 4 Luglio                     | 42,2 km  | 7 juillet 2019    | 5 h 25 min 15 s |
| 30e | Médaille d'argent  | Giir di Mont                                      | 21 km    | 28 juillet 2019   | 2 h 39 min 23 s |
| 38e | Médaille de bronze | Matterhorn Ultraks Extreme                        | 25 km    | 23 août 2019      | 4 h 27 min 36 s |
| 35e | Médaille d'or      | Championnats d'Europe de skyrunning - SkyRace     | 31 km    | 7 septembre 2019  | 3 h 23 min 30 s |
| 21e | Médaille d'or      | ZacUp SkyRace                                     | 27 km    | 15 septembre 2019 | 3 h 12 min 50 s |
| 26e | Médaille d'or      | Limone SkyMasters                                 | 27,2 km  | 19 octobre 2019   | 3 h 36 min 55 s |
| 19e | Médaille d'or      | Livigno SkyMarathon                               | 34 km    | 19 juin 2021      | 4 h 38 min 13 s |
| 11e | Médaille d'or      | Pizzo Stella SkyMarathon                          | 35 km    | 11 juillet 2021   | 4 h 27 min 58 s |
| 36e | Médaille d'or      | SkyRace Comapedrosa                               | 24 km    | 25 juillet 2021   | 3 h 23 min 3 s  |
| 11e | Médaille d'or      | Hochkönig SkyRace                                 | 31,6 km  | 4 septembre 2021  | 4 h 19 min 9 s  |
| 47e | Médaille d'or      | Gorbeia Suzien                                    | 31 km    | 26 septembre 2021 | 3 h 39 min 47 s |
| 55e | Médaille d'or      | Limone Extreme                                    | 22,2 km  | 30 octobre 2021   | 2 h 55 min 23 s |
| 11e | Médaille d'or      | Rosetta SkyRace                                   | 22 km    | 4 septembre 2022  | 2 h 33 min 21 s |
| 29e | Médaille d'or      | Championnats du monde de skyrunning - SkyMarathon | 31 km    | 11 septembre 2022 | 3 h 29 min 51 s |
| 31e | Médaille d'argent  | Acantilados del Norte Skyrace                     | 29 km    | 22 mars 2025      | 3 h 7 min 24 s  |
| 47e | Médaille d'argent  | Calamorro Skyrace                                 | 27,5 km  | 5 avril 2025      | 3 h 2 min 43 s  |
| 31e | Médaille d'argent  | Monte Zerbion Skyrace                             | 22 km    | 17 mai 2025       | 2 h 45 min 8 s  |
| 19e | Médaille d'argent  | Hochkönig Skyrace                                 | 31,2 km  | 31 mai 2025       | 4 h 6 min 50 s  |

### Trail
| no  | féminin       | Course                                 | Longueur | Départ          | Temps           |
| --- | ------------- | -------------------------------------- | -------- | --------------- | --------------- |
| 91e | 5e            | Championnats du monde de trail         | 44 km    | 8 juin 2019     | 4 h 17 min 3 s  |
| 45e | Médaille d'or | Championnats du monde de trail - Court | 48 km    | 5 novembre 2022 | 3 h 49 min 23 s |

## Records
| Épreuve               | Épreuve               | Performance    | Date             | Lieu        |
| --------------------- | --------------------- | -------------- | ---------------- | ----------- |
| 1 500 mètres en salle | 1 500 mètres en salle | 4 min 53 s 47  | 1er février 2014 | Bacau       |
| 3 000 mètres          | Plein air             | 10 min 10 s 77 | 20 mai 2012      | Cluj-Napoca |
| 3 000 mètres          | En salle              | 10 min 21 s 22 | 1er février 2014 | Bacau       |
| 5 000 mètres          | 5 000 mètres          | 17 min 55 s 96 | 24 mai 2014      | Bucarest    |
| 10 000 mètres         | 10 000 mètres         | 37 min 14 s 26 | 19 mai 2012      | Cluj-Napoca |
| 3 000 mètres steeple  | 3 000 mètres steeple  | 10 min 41 s 08 | 16 juin 2010     | Bucarest    |